# Євлогій Александрійський
Євлогій Александрійський (дав.-гр. Εὐλόγιος) — грецький православний патріарх Александрійський, приблизно з 580 по 608 рік. Вважається святим. Католицька церква вшановує його 13 вересня, а православна — 26 лютого.

## Біографія
Євлогій був першим ігуменом монастиря Божої Матері в Антіохії. Він успішно боровся з різними єресями, поширеними тоді в Єгипті, особливо з монофізитством. Також був близьким другом папи Григорія Великого, листувався з ним і отримав від цього папи багато улесливих виразів поваги та захоплення.
Євлогій спростував новаціанців, деякі громади яких ще існували в його єпархії, і підтвердив іпостасний союз двох природ у Христі проти Несторія і Євтихія. Кардинал Бароній каже, що Григорій побажав, щоб Євлогій пережив його, впізнавши в ньому голос істини.
Окрім вищезгаданих праць і коментарів проти різних сект монофізитів (Северян, Теодосіян, Каїнітів і Акефалів), він залишив одинадцять промов на захист папи Лева I та Халкедонського собору, а також працю проти агноїтів, подану ним перед публікацією на затвердження до папи Григорія I, який після деяких спостережень дозволив її без змін. За винятком однієї проповіді та кількох фрагментів усі твори Євлогія зникли.